# Bachirou Salou
Bachirou Salou   (Lomé, 15 de setembre de 1970) és un exfutbolista togolès de la dècada de 1990.
Fou internacional amb la selecció de futbol de Togo amb la qual participà a la Copa del Món de futbol de 2006.
Pel que fa a clubs, destacà a Borussia Mönchengladbach, MSV Duisburg, Borussia Dortmund, Eintracht Frankfurt i FC Hansa Rostock.